# Los tiempos de Harvey Milk
Los tiempos de Harvey Milk (en inglés The Times of Harvey Milk) es un documental del año 1984 dirigido por Rob Epstein. El guion está escrito por Judith Coburn y Carter Wilson. Recibió el Óscar al mejor documental en 1985.

## Trama
El documental presenta la carrera política de Harvey Milk, que fue el primer concejal de distrito abiertamente gay de San Francisco (California). El documental se centra principalmente en su vida desde su llegada a San Francisco y su elección como concejal del "Distrito 5" de dicha ciudad (en el cual se encuentra "El Castro", famoso barrio gay de la ciudad), su asesinato en el propio Ayuntamiento del que era concejal, hasta el juicio de Dan White y sus repercusiones.

## Elenco
- Harvey Fierstain (Narrador)
- Harvey Milk (como él mismo) (Tomas de archivo)
- Dan White (como él mismo) (Tomas de archivo)
- George Moscone (como él mismo) (Tomas de archivo)
- Dianne Feinstein (como ella misma) (Tomas de archivo)
- Anne Kronenberg (como ella misma)
- Tom Ammiano (como él mismo)
- Sally Gearhart (como ella misma)
- Jimmy Carter (como él mismo)

## Personas que aparecen
El filme fue producido después de la muerte de Milk usando entrevistas originales, tomas documentales exclusivas, reportajes noticiosos, de manera que Milk sea reconocido como el personaje principal (póstumamente). Otros políticos incluyendo al alcalde de San Francisco George Moscone (quien fue asesinado junto con Milk), y la sucesora de Moscone y ahora Senadora de los Estados Unidos Dianne Feinstein aparecen en las tomas de archivo. La película inicia con una llorosa Feinstein dando su anuncio a los medios de que Moscone y Milk fueron asesinados por Dan White.
También aparece en el filme el maestro de escuela Tom Ammiano, ahora miembro de la Asamblea Estatal de California.

## Premios
- Premio del Círculo de Críticos de Cine de Nueva York (1984).
- Óscar de la Academia al mejor documental (1985).
- Premio especial del jurado del Festival de Cine de Sundance al mejor documental(1985).
- Premio al mejor documental de la Sociedad de Críticos de Cine de Boston (1985).
- Premio al mejor documental del Festival de Cine LGBT de San Francisco (1985).
- Premio al mejor documental de la Asociación Internacional de Documentales (1985).
- Premio al mejor documental de los Premios Peabody (1986).